# Destacamento de Montaña n.º 8 Tucapel
El Destacamento de Montaña n.º 8 «Tucapel»  es un recinto militar del Ejército de Chile, ubicado en la ciudad de Temuco. Se emplaza entre las avenidas Bernardo O'Higgins por el norte y Arturo Prat por el este, la calle Almirante Patricio Lynch por el oeste, y la ciclovía Temuco-Labranza por el sur. Posee seis hectáreas de terreno.

## Origen etimológico
El origen etimológico del Destacamento proviene del nombre de procedencia mapuche Tucapel, el cual hace referencia a un guerrero Araucano que era temido entre los españoles durante el periodo de conquista de Chile.

## Antecedentes
Se encuentra dentro del lugar más antiguo de la ciudad, donde, el 24 de febrero de 1881, se emplazó el antiguo fuerte Recabarren (posteriormente conocido como Fuerte Temuco) para marcar la presencia de las tropas chilenas a orillas del río Cautín, en territorio mapuche. Ese mismo día, en el cerro Ñielol, las autoridades mapuche firmaron un acuerdo de paz con el Gobierno de Chile, deponiendo la lucha y cediendo terrenos para la construcción de la urbe.
El fuerte Temuco llegó hasta lo que ahora son las avenidas O'Higgins por el norte y Prat por el oriente, tal como lo hace el terreno en el presente, pero por el poniente y el sur llegaba hasta la altura de la actual calle Manuel Blanco Encalada y junto a un brazo del Cautín, respectivamente.
La primera función del fuerte fue lograr la hegemonía en el territorio de La Frontera durante el periodo de ocupación denominado Pacificación de la Araucanía. Después del combate de Temuco, ocurrido en la vecindad del fuerte, y la derrota mapuche, las autoridades chilenas se encargaron entonces de organizar la ciudad. El fuerte desde entonces y su importancia dentro de la ciudad, dio paso a darle significado al espacio como un recuerdo al castigo y la derrota militar mapuche, a través del espacios de dominación y organización de una nueva territorialidad emplazada sobre él.

## Historia
Fue fundado el 8 de octubre de 1903 bajo el nombre de Batallón de Infantería n.º 11 "Tucapel", siendo su organizador el mayor Luis Ortiz Olavarrieta, quien tenía como cooperador inmediato al también mayor Francisco Solis de Ovando. Su función continuó siendo la de lograr el dominio en la zona. El 12 de mayo de 1906 se cambia su categoría a regimiento.
Debido al incendio de 1908, el regimiento reorganizó la ciudad y estableció toques de queda para mantener el orden civil en ese difícil momento.
Durante la celebración del Centenario de la República, el presidente de Chile acogió la solicitud del ministro de Guerra de Argentina, el general Eduardo Racedo, y agregó al nombre de Tucapel el de General Gregorio Las Heras, en homenaje al militar argentino que luchó por la independencia de ambos países. Entonces, el 11 de octubre de 1910, el recinto militar pasó a denominarse Regimiento de Infantería n.º 11 "Tucapel" del General Juan Gregorio de Las Heras.
En 1911, sus dependencias sufrieron un incendio y se debieron alquilar nuevas instalaciones mientras se construía el nuevo cuartel.
Los militares también ayudaron a la comunidad durante la inundación de 1922.
En 1925, fue trasladado, primero a Santiago, y luego a Curicó. Para reemplazarlo, el 3 de marzo de dicho año, se creó en Temuco el Regimiento de Infantería n.º 16 "Eleuterio Ramírez". En 1929, sus dependencias fueron reedificadas casi totalmente a causa de un nuevo incendio. Fue cambiado de numeración: tuvo el 15 desde el 19 de marzo de 1930, y el 8 a partir del 10 de noviembre de 1931. El 30 de septiembre de 1937, se denominó Regimiento de Infantería n.º 8 "Tarapacá" del Comandante Eleuterio Ramírez. El 26 de noviembre del mencionado año, el comandante Bartolomé Vivar fue asignado como su patrono, hasta que el 10 de diciembre de 1938, fue fusionado con el Regimiento de Infantería n.º 8 "Tucapel", conservando este nombre, y siendo su patrono el general Juan Gregorio de Las Heras. El 4 de octubre de 1940, se convirtió en unidad de montaña.

### Su rol en la Dictadura Militar en Chile
Tras el Golpe de Estado de Chile en 1973, con Augusto Pinochet a la cabeza, el regimiento se convirtió en centro de detenidos. Según lo establecido por las Comisiones de Verdad en Chile, el 9 de noviembre de ese año, siete personas fueron ejecutadas en el recinto: Juan Antonio Chávez Rivas, Pedro Mardones Jofré, Amador Montero Mosquera y Juan Carlos Ruiz Mancilla, estudiantes de la Universidad Técnica del Estado; Florentino Molina Ruiz, secretario regional de la Provincia de Cautín y miembro del Comité Central del Partido Comunista; Víctor Hugo Valenzuela Velásquez, auxiliar en el Conservador de Bienes Raíces de Temuco; y Carlos Aillañir Huenchual, militante comunista. Las autoridades de la época informaron que dichas personas atacaron el regimiento con dinamita, granadas y armas de fuego, y que resultaron muertas luego del tiroteo contra los soldados del Ejército. Pero la comisión que analizó el caso determinó que las víctimas no solamente presentaban disparos de balas sino también evidencias de haber sido torturadas.

### Retorno a la democracia y nuevos objetivos
En el año 2000 el Regimiento derribó sus muros, en un intento de acercarse cada vez más a la ciudadanía, de esta forma permitiendo a los transeúntes apreciar una de las edificaciones antiguas de la ciudad.
Desde el 21 de diciembre de 2015, la unidad es elevada de categoría por el ejército de Chile y pasa a denominarse Destacamento de Montaña n.º 8 «Tucapel».
Entre abril y mayo de 2017, el militar y político Cristián Labbé cumplió prisión preventiva en el destacamento durante casi un mes, en medio de su procesamiento por las presuntas torturas contra el ex detenido Harry Cohen en Panguipulli, en 1973. Finalmente, la Corte de Apelaciones de Temuco lo dejó con arresto domiciliario.

## Tareas
Dentro de las tareas que desempeñan dentro de la unidad militar se encuentran primordialmente la entrega y capacitación en los conocimientos tácticos y técnicos de las tropas de montaña y de infantería, además de proveer de conocimientos y certificaciones a los mecánicos que integran la unidad para labores de mantenimiento básico y avanzado en carros blindados y de combate.

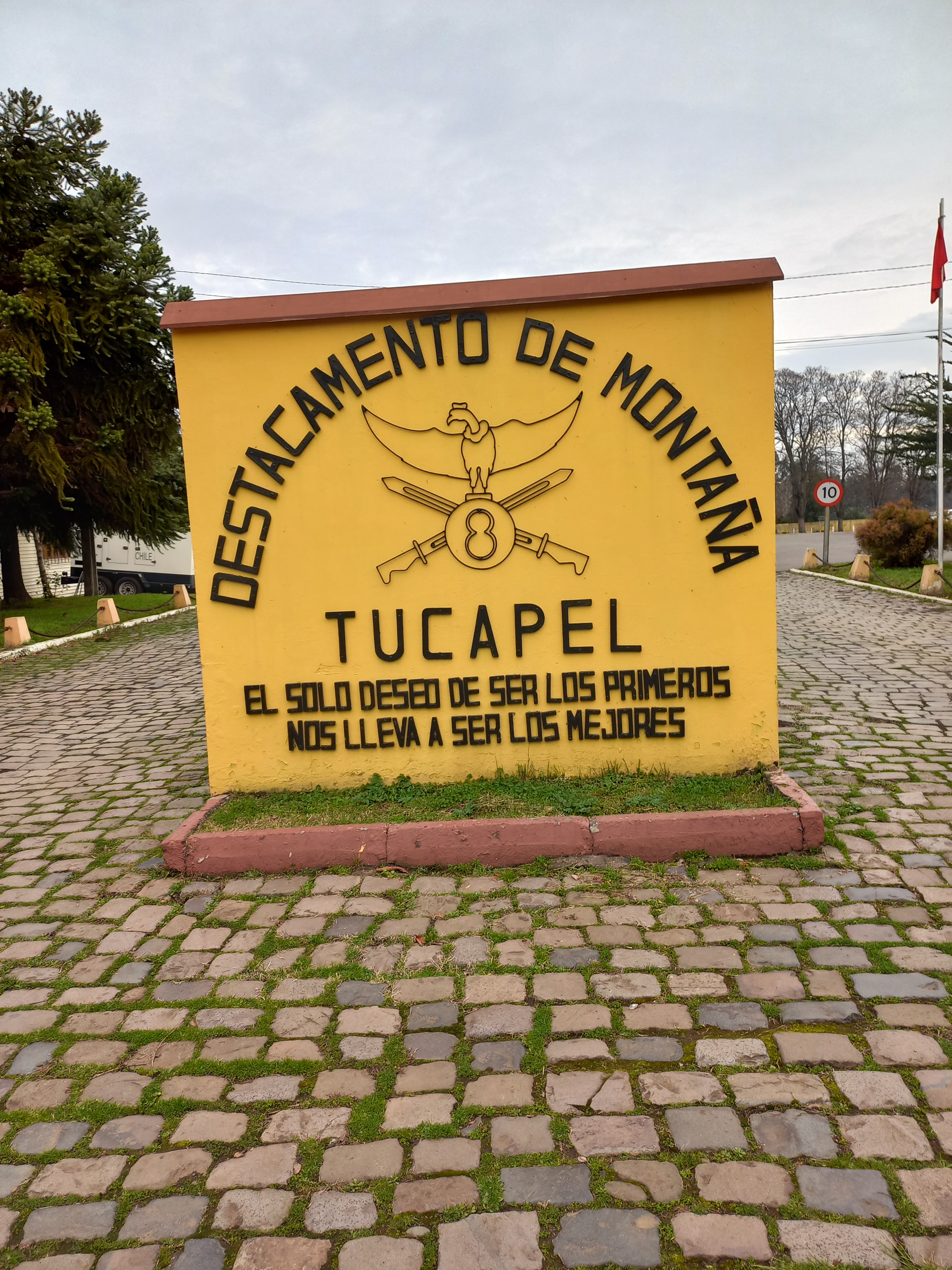
Señalética de identificación del Destacamento de montaña n8 "Tucapel"

También, contribuye en el mejoramiento sociocultural de sus conscriptos, entregándoles la posibilidad de completar sus estudios primarios y secundarios, y dándoles capacitación para que puedan encontrar trabajo una vez finalizado su periodo dentro de la institución.
Periódicamente, tanto personal militar como civil del Destacamento realizan operativos cívicos en apoyo a las comunidades locales o regionales, llevando asistencia médica o dental, ayudando a reconstruir inmuebles o cooperando en caso de emergencias o desastres naturales.
Desde el año 2008 el Destacamento de Montaña N° 8 «Tucapel» inició sus actividades como centro de reservistas.
Su banda instrumental se presenta constantemente en retretas, desfiles y actos públicos, destacándose entre sus actos presentaciones en la comunidad regional con objetivo de entregar un momento de alegría y entretención a todos quienes se encuentren presentes.

## Cuarteles y otras dependencias

### Actuales
- Cuartel Temuco.[1]
- Cuartel Lonquimay: Está ubicado en el pueblo homónimo, a 151 kilómetros de Temuco, donde se instruye una unidad andina.[1]
- Centro de Instrucción de Montaña "Tucapel": Lugar de entrenamiento del equipo de esquí de la IV División, y de asesoría técnica a entidades civiles.[1]
- Refugio Llaima: Ubicado en el parque nacional Conguillío, a 77 kilómetros de Temuco. Alberga a una sección andina completa, en forma rotativa.[1]

Formación de la unidad:
- Batallón de Infantería de Montaña N.º 8 "Frontera".
- Batería de Artillería de Montaña N.º 17 "Urizar".
- Compañía de Ingenieros de Montaña N.º 13 “Temuco”.
- Sección de Telecomunicaciones.

### Pasado
- Isla Cautín: Lugar de maniobras y ejercicios de tiro que fue entregado a la comunidad.[1]

## Atractivo turístico
En julio de 2011, el Museo Histórico del regimiento se abrió al público. El recinto puede ser visitado tras inscribirse en las giras turísticas organizadas por la Municipalidad de Temuco. Además, la capilla del recinto también se abre a la comunidad.